# Leptanilloides
Leptanilloides este un gen de furnici din subfamilia Dorylinae. Leptanilloides este un gen adunat neobișnuit, cu obiceiuri subterane în Lumea Nouă andină și tropicală sub-andină.

## Taxonomie
Cu furnicile lucrătoare criptice și fără ochi, genul a fost inclus în subfamilia de furnici Cerapachyinae până la înființarea unei subfamilii separate, Leptanilloidinae, în ipoteza ca grupul soră al Cerapachyinae și al tuturor celorlalți membri ai dorylomorfilor. Cu toate acestea, au fost sinonimizate cu subfamiliile anterioare dorylomorfe (inclusiv Leptanilloidinae) sub Dorylinae.

## Specii
- Leptanilloides atlantica Silva, Feitosa, Brandão & Freitas, 2013
- Leptanilloides biconstricta Mann, 1923
- Leptanilloides caracola Donoso, Vieira & Wild, 2006
- Leptanilloides erinys Borowiec & Longino, 201
- Leptanilloides femoralis Borowiec & Longino, 2011
- Leptanilloides gracilis Borowiec & Longino, 2011
- Leptanilloides improvisa Brandão, Diniz, Agosti & Delabie, 1999
- Leptanilloides legionaria Brandão, Diniz, Agosti & Delabie, 1999
- Leptanilloides mckennae Longino, 2003
- Leptanilloides nomada Donoso, Vieira & Wild, 2006
- Leptanilloides nubecula Donoso, Vieira & Wild, 2006
- Leptanilloides sculpturata Brandão, Diniz, Agosti & Delabie, 1999